# Судьба Небесного племени (Коты-Воители)
«Судьба Небесного племени» – специальное издание о котах-воителях. Оно не входит ни в какую серию, но хронологически является продолжением книги «Миссия Огнезвёзда». Написана Черит Болдри под псевдонимом Эрин Хантер. Книга была издана в августе 2010 года.

## История публикации
Книга была впервые выпущена как в электронной, так и в твердой обложке 3 августа 2010 года в США, Канаде и Великобритании. HarperCollins издал первоначально 150 000 экземпляров. 

## Издание в России
В России книга вышла в 2013 году. Как и остальные отдельные книги, она была разбита на два тома: «Судьба Небесного племени. Сомнение» и «Судьба Небесного племени. Решение».

## Сюжет

#### Сомнение
Спустя время после того, как Небесное племя было восстановлено, жизнь в нём идет своим чередом, но лагерь ещё обустраивается. Кремнелапа, Крохолапку и Скоролапа посвящают в воители. Все замечают, что между «дневными» и обычными воителями идет вражда.
За безделье Харвимуна и Макгайвера изгоняют из племени на одну луну. На Совете к Небесному племени приходят загадочные одиночки, которые хотят вступить в него. Они были знакомы с Огнезвёздом, и Листвяная Звезда принимает их.
Вскоре патруль Небесного племени обнаруживает огромную стаю крыс, живущую в куче мусора. С помощью одиночек во главе с Хлыстом воители побеждают грызунов, но «дневные» воины недовольны, ведь с крысами племя сражалось без них.
Гречка очень часто помогает целительнице и даже хочет стать её ученицей, но это вызывает ревность у её наставницы, Чернушки. Эхо очень хочет завести себе ученицу и позднее говорит это на Совете, но Листвяная Звезда не торопится выполнять её просьбу, опасаясь, что наполовину домашняя Гречка не сможет быть полноправной целительницей.
Спустя время Шустрик падает в реку и заболевает. Поэтому он на некоторое время уходит к своим Двуногим. На Совете Хлыста, Уголяшку, Кору и Коротышку посвящают в воины, но это вызывает возмущение некоторых оруженосцев и воинов. Листвяной Звезде удаётся уладить разногалсия, и после Совета во сне к ней приходят коты Звёздного племени и дают ей пророчество о том, что Небесному племени скоро понадобятся более глубокие корни, чтобы выжить.

#### Решение
Во время патрулирования Веснянка, Полыннолапка, Цветоглазка и Птицекрыл замечают одиночку, его зовут Ловкач. Ему предлагают вступить в племя, но он отказывается.
Чернушка говорит Листвяной Звезде, что Бурозуб все время ходит как в воду опущенный. Листвяная Звезда проверяет, из-за чего все это, и оказывается, что когда-то Бурозуба мучил Двуногий, жертвой которого была и Цветоглазка. Небесное племя организовывает нападение на этого тирана, а также и на его собаку. Победа остаётся за Небесным племенем, но «дневные» воины недовольны, ведь их не взяли сражаться. Вновь вспыхивают перепалки между обычными и «дневными» воинами.
Несколько дней спустя один из патрулей вновь замечает Ловкача на территории племени, и, когда ему вновь предлагают вступить в племя, он соглашается.
Эхо начинает жаловаться, что у неё до сих пор нет ученицы. Листвяная Звезда обещает подумать над этим. Предводительница идёт на охоту, где Ловкач, уже посвященный в оруженосцы, предупреждает всех, что неподалёку живёт лиса. Также он говорит, что Остроглаз пригласил его в племя, чтобы ему было безопасней в окружении соплеменников. За это предводительница отчитывает своего глашатая. Уже в лагере Эхо отмечает, что Гречка может подойти на роль её ученицы. Ещё Эхо говорит, что Листвяной Звезде нельзя иметь котят, чтобы как следует заботиться о племени, поэтому Листвяной Звезде придется расстаться с Билли-штормом. Предводительница поддаётся на уговоры Эхо и ссорится с другом.
Небесное племя находит на своей территории маленькую Двуногую, которая очень сильно поранилась. Остроглаз, Листвяная Звезда, Билли-шторм, Шустрик, Кора и Веснянка находят её родителей, и те забирают её.
Шустрика посвящают в воины, но тот грустно говорит, что не может остаться в племени, так как при последней встрече Двуногие отнеслись к ним как к врагам, а он очень любит своих Двуногих и выбирает их. Кот отказывается от воинского имени и уходит из племени.
Ночью предводительница замечает, что Остроглаз куда-то уводит её соплеменников из лагеря. Она следит за ними, а затем ловит на тренировке на территории Двуногих. Глашатай беспечно отвечает, что они просто тренируются и делали они так довольно долго. Хлыст рассказывает, зачем он, Кора, Коротышка и Уголяшка пришли в племя.
Выясняется, что стае Хлыста постоянно вредила группа других бродяг, стая Плута. Шкипер и Миша, коты из шайки Плута, растерзали кролика Двуногих, а затем подставили Хлыста перед Двуногими. После Плут и Миша выцарапывают глаз другу Хлыста Перси, чтобы показать противникам свою силу. Одновременно с этим дочь Хлыста Морковка влюбляется в кота из лагеря противника, Харли, и примыкает к его стае, поссорившись с отцом. Когда Хлыст и Коротышка ловят Луковку, вражескую кошку, то она говорит, что её стая живёт в коробках, за гнездами Двуногих. В конце рассказа Хлыст говорит Листвяной Звезде и её соплеменникам, что они пришли в племя, так как им нужна помощь, чтобы победить Плута и его шайку.
Во сне Листвяная Звезда спрашивает Небосклона: как ей поступить и все ли правильно она делает? Но их прерывает Стрижекрыл — один из последних предков старого Небесного племени. Он говорит, что нынешнее Небесное племя — лишь кучка трусливых слабаков. Листвяная Звезда просыпается и понимает, что это лишь сон.
В патрулировании Гречка замечает улей, мед из которого — отличное лекарство, заживляющее раны. Пытаясь взять немного меду, она падает с ветви, и разозлившиеся насекомые нападают на котов. Патрульные бросаются бежать и приводят пчёл в лагерь, где всем приходится укрыться под водой. Гречку прощают, но Эхо видит в этом происшествии знак, что Небесному племени все же нужно помочь Хлысту.
Воины Небесного племени в сопровождении Хлыста, Коры, Коротышки и Уголяшки отправляются на их территорию. Они атакуют убежище стаи Плута. В ходе сражения Листвяная Звезда замечает Коротышку и Уголяшку, которые хотят напасть на королеву, защищающую котят. Листвяная Звезда защищает её, но на неё набрасывается Миша, с которой она недавно сражалась. Укусом в горло Миша лишает предводительницу первой жизни. Исцелившись, Листвяная Звезда замечает сцепившихся друг с другом Плута и Хлыста. Их останавливает Морковка, которая рассказывает отцу о любви к Харли. Но Хлыст не верит и в ярости набрасывается на Харли. Морковка, загородившая собой любимого, получает смертельный удар в горло от собственного отца. На этом сражение заканчивается и Небесное племя возвращается домой.

## Отзывы
School Library Journal отметил, что читатели будут вовлечены в кошачью борьбу за выживание. В обзоре также хвалят, насколько хорошо развиты персонажи, и в книге есть «ряд эмоций и мыслей, которые втягивают читателей в их дилеммы». Финал получил высокую оценку, так как он заканчивался, как «где качества зрелости, сострадания, верности и силы поддерживаются как желательные».

## Аннотация

#### Английское издание
Придёт ли мир в Небесное племя? Прошло шесть лун с того момента, как Листвяная Звезда стала предводителем и объединила Небесное племя. Но под внешней безмятежностью таится измена, и Листвяная Звезда вскоре оказывается окружена невидимыми врагами. Ей предстоит бороться за выживание своего племени.

#### «Сомнение»
"Огнезвёзд, предводитель Грозового племени, выполнил свой долг, воссоздал некогда изгнанное соседями из леса племя Небесных котов и вернулся в родные места. Членами нового племени стали выжившие в скитаниях потомки Небесных котов, за долгие годы превратившиеся в домашних любимцев, бродяг и одиночек. Новое Небесное племя под предводительством Листвяной Звезды процветает, но саму предводительницу мучит вопрос: все ли ее соплеменники останутся верными Воинскому закону в минуту испытаний, не решат ли вернуться к прежней сытой и беззаботной жизни? И ей кажется, что за ее спиной зреет заговор.

#### «Решение»
Листвяная Звезда стоит перед трудным решением — стоит ли членам нового Небесного племени отправиться в далекий и неизвестный город, чтобы помочь друзьям — городским котам сразиться с захватчиком Плутом и его бандой. Как это может повлиять на судьбу самих Небесных котов? Предводительница обращается за советом и поддержкой к звездным предкам…"

## Тематика
В шестом авторском чате Виктория Холмс уже заявила, что главная тема в Судьба Небесного племени — восстание. Она заявляет, что «Листвяная Звезда изо всех сил пытается найти способ для своего племени выжить среди давления и проблем, которых нет в лесу». Холмс также сказала, что ещё одна тема — это племя, настолько новое и без каких-либо соседей, которое должно иметь возможность определять своё будущее без какой-либо помощи своих предков-воинов.

## Персонажи
Главные:
- Листвяная Звезда.

Второстепенные:
- Остроглаз, Эхо, Билли-шторм, Хлыст, Небосклон, Чернушка, Бурозуб.